# Cephalopholis panamensis
Cephalopholis panamensis es una especie de pez del género Cephalopholis, familia Serranidae. Fue descrita científicamente por Steindachner en 1876.
Se distribuye por el Pacífico Oriental: golfo de California a Ecuador y las islas Galápagos. La longitud total (TL) es de 39 centímetros. Habita en arrecifes de coral y costas rocosas y se alimenta de peces y crustáceos. Puede alcanzar los 80 metros de profundidad.
Está clasificada como una especie marina inofensiva para el ser humano.